# مارک رایت (ورزشکار دو و میدانی)
مارک رایت (انگلیسی: Marc Wright; ۲۱ آوریل ۱۸۹۰ – ۵ اوت ۱۹۷۵) ورزشکار پرش با نیزه اهل ایالات متحده آمریکا بود.